# Тойшев, Иван Трофимович
Ива́н Трофи́мович То́йшев (9 августа 1923, Купсола, Сернурский район, Марийская автономная область, РСФСР, СССР ― 4 января 1987, Купсола, Сернурский район, Марийская АССР, РСФСР, СССР) ― марийский советский педагог. Директор Купсольской средней школы Сернурского района Марийской АССР (1953―1973). Заслуженный учитель школы РСФСР (1964). Участник Великой Отечественной и советско-японской войн. Член КПСС с 1952 года.

## Биография
Родился 9 августа 1923 года в дер. Купсола ныне Сернурского района Марий Эл.
В 1938 году окончил 7 классов Купсольской школы, а в 1941 году — 10 классов Кукнурской средней школы Сернурского района Марийской АССР. До призыва на фронт в 1942 году работал колхозником в родной деревне.
В марте 1942 года призван в РККА. Участник Великой Отечественной войны: в 1943 году окончил Орджоникидзевское военное пехотное училище, по окончании которого был направлен во 2 стрелковый полк 8-й гвардейской армии Юго-Западного фронта в качестве стрелка. Воевал в составе войск 8-й гвардейской армии Юго-Западного фронта. Участвовал в форсировании реки Северный Донец, принимал участие в штурме Святогорского монастыря, в освобождении Харькова, Кривого Рога и вместе с войсками вышел к берегам реки Новый Ингул. Затем воевал в составе 138 гвардии стрелкового полка 48 гвардейской стрелковой дивизии 1 Белорусского фронта, телефонист роты связи, гвардии ефрейтор. В июне 1944 года получил в бою третье тяжёлое ранение. После лечения в госпитале в Челябинске был отправлен домой, где работал военруком в сельской школе на родине. В марте 1945 года вновь призван в Красную Армию, участник войны с Японией: служил в Монголии, линейный надсмотрщик 859 отдельного линейного эксплуатационного батальона связи Забайкальского фронта, гвардии сержант. В июне 1946 года демобилизовался из армии. За мужество и героизм награждён орденами Отечественной войны I степени, Красной Звезды и медалями, в том числе медалью «За отвагу».
В 1946 году вернулся на педагогическую работу, до 1953 года ― учитель физкультуры и военрук Купсольской школы Сернурского района Марийской АССР. В 1952 году принят в ряды КПСС. В 1953 году заочно окончил Марийский педагогический институт имени Н. К. Крупской и стал директором Купсольской школы Сернурского района Марийской АССР, в этой должности проработал до 1973 года. В 1963 году окончил отделение географии Казанского государственного педагогического института. С 1973 года работал учителем географии в Купсольской школе вплоть до выхода на заслуженный отдых в 1981 году.
За заслуги в области народного образования награждён медалями, в том числе медалью «За доблестный труд. В ознаменование 100-летия со дня рождения Владимира Ильича Ленина», а также почётными грамотами Министерства просвещения РСФСР и Министерства просвещения Марийской АССР. В 1964 году ему присвоено почётное звание «Заслуженный учитель школы РСФСР».
Скончался 4 января 1987 года в дер. Купсола Сернурского района Марийской АССР. Похоронен на Кукнурском кладбище Сернурского района МАССР.

## Звания и награды
- Заслуженный учитель школы РСФСР (1964)[1][2][4][5]
- Орден Отечественной войны I степени (06.04.1985)[10][11]
- Орден Красной Звезды (08.06.1967)[12]
- Медаль «За отвагу» (08.07.1944)[6][8]
- Медаль «За победу над Германией в Великой Отечественной войне 1941—1945 гг.»[6][8]
- Медаль «За победу над Японией»[6][8]
- Медаль «За доблестный труд. В ознаменование 100-летия со дня рождения Владимира Ильича Ленина»
- Почётная грамота Министерства просвещения РСФСР[4]